# Deutsche Poolbillard-Meisterschaft 2007 (Herren)
Die Deutsche Poolbillard-Meisterschaft 2007 war die 33. Austragung zur Ermittlung der nationalen Meistertitel der Herren in der Billardvariante Poolbillard. Sie wurde im Rahmen der Deutschen Billard-Meisterschaft in der Wandelhalle in Bad Wildungen ausgetragen.
Es wurden die Deutschen Meister in den Disziplinen 14/1 endlos, 8-Ball, 9-Ball und 8-Ball-Pokal ermittelt.

## Medaillengewinner
| Disziplin    | Gold                                       | Silber                                 | Bronze                          | Bronze                               |
| ------------ | ------------------------------------------ | -------------------------------------- | ------------------------------- | ------------------------------------ |
| 14/1 endlos  | Andreas Roschkowsky (BSV Pfullingen)       | Alexander Dremsizis (BC Queue Hamburg) | Thomas Lüttich (Hannover 96)    | Markus Kamuf (BF Forst)              |
| 8-Ball       | Jörn Kaplan (BC Sindelfingen)              | Dominic Jentsch (Hannover 96)          | John Blacklaw (Hannover 96)     | Christian Brehme (BSF Kurpfalz)      |
| 9-Ball       | Alexander Dremsizis (BC Queue Hamburg)     | Christian Brehme (BSF Kurpfalz)        | Thomas Lüttich (Hannover 96)    | Sebastian Bibrach (PBC Berrenrath)   |
| 8-Ball-Pokal | Daniel Schwerdtfeger (PBC Fortuna Bexbach) | Alexander Dremsizis (BC Queue Hamburg) | Christian Radtke (PBC Schipkau) | Wilhelm Georg (BV Fortuna Straubing) |

## Modus
Die 32 Spieler, die sich über die Landesmeisterschaften der Billard-Landesverbände qualifiziert haben, spielten zunächst im Doppel-KO-System. Ab dem Viertelfinale wurde im KO-System gespielt.

## Wettbewerbe
Aus Gründen der Übersichtlichkeit werden im Folgenden jeweils nur die 16 bestplatzierten Spieler notiert.

### 14/1 endlos
| Platz | Spieler             | Verein                  |
| ----- | ------------------- | ----------------------- |
| 1     | Andreas Roschkowsky | BSV Pfullingen          |
| 2     | Alexander Dremsizis | BC Queue Hamburg        |
| 3     | Markus Kamuf        | BF Forst                |
| 3     | Thomas Lüttich      | Hannover 96             |
| 5     | Christian Radtke    | PBC Schipkau            |
| 5     | Christian Weigoni   | 1. PBC Fulda            |
| 5     | Helmut Isterloh     | PBC Bassum              |
| 5     | Sebastian Staab     | PBC Fortuna Bexbach     |
| 9     | Alexander Scholz    | BSF Kurpfalz            |
| 9     | Markus Kamuf        | BF Forst                |
| 9     | Manuel Ederer       | BSV Dachau              |
| 9     | Sebastian Ludwig    | BC Joe’s Dresden        |
| 13    | Markus Stey         | BSC Shooters Mettmann   |
| 13    | Dirk Stenten        | Schwarz-Weiß Kohlscheid |
| 13    | John Blacklaw       | Hannover 96             |
| 13    | David Krewitt       | PBC Schwerte 87         |

### 8-Ball
| Platz | Spieler             | Verein                  |
| ----- | ------------------- | ----------------------- |
| 1     | Jörn Kaplan         | BC Sindelfingen         |
| 2     | Dominic Jentsch     | Hannover 96             |
| 3     | Christian Brehme    | BSF Kurpfalz            |
| 3     | John Blacklaw       | Hannover 96             |
| 5     | Nicolas Ottermann   | BSV Dachau              |
| 5     | Ralf Mess           | PBC Lingen              |
| 5     | Sebastian Staab     | PBC Fortuna Bexbach     |
| 5     | Jörg Kohl           | PBC Fortuna Bexbach     |
| 9     | Christian Weigoni   | 1. PBC Fulda            |
| 9     | Martin Steinlage    | BSG Osnabrück           |
| 9     | Thomas Lüttich      | Hannover 96             |
| 9     | Alexander Dremsizis | BC Queue Hamburg        |
| 13    | Rainer Scheffke     | PBC Bad Wildungen       |
| 13    | Micca Georgopoulos  | PBC Joker Kamp-Lintfort |
| 13    | Sven Hölzel         | BC Solaris 96 Chemnitz  |
| 13    | Ramazan Dincer      | PBC Schwerte 87         |

### 9-Ball
| Platz | Spieler              | Verein                  |
| ----- | -------------------- | ----------------------- |
| 1     | Alexander Dremsizis  | BC Queue Hamburg        |
| 2     | Christian Brehme     | BSF Kurpfalz            |
| 3     | Thomas Lüttich       | Hannover 96             |
| 3     | Sebastian Bibrach    | PBC Berrenrath          |
| 5     | Markus Kamuf         | BF Forst                |
| 5     | Andreas Roschkowsky  | BSV Pfullingen          |
| 5     | Sven Pauritsch       | BC Oberhausen           |
| 5     | Benjamin Baier       | PBC Aalen               |
| 9     | Michael Heinz        | PBC Joker Kamp-Lintfort |
| 9     | Marcus Westen        | BSG Osnabrück           |
| 9     | Nicolas Ottermann    | BSV Dachau              |
| 9     | Daniel Schwerdtfeger | PBC Fortuna Bexbach     |
| 13    | Wilhelm Georg        | BV Fortuna Straubing    |
| 13    | Stefan Gruber        | BC Haunstetten          |
| 13    | Christian Radtke     | PBC Schipkau            |
| 13    | Christophe Creter    | Astoria Walldorf        |